# Егорьевка (Амурская область)
Его́рьевка — село в Благовещенском районе Амурской области, входит в состав Новопетровского сельского поселения.

## География

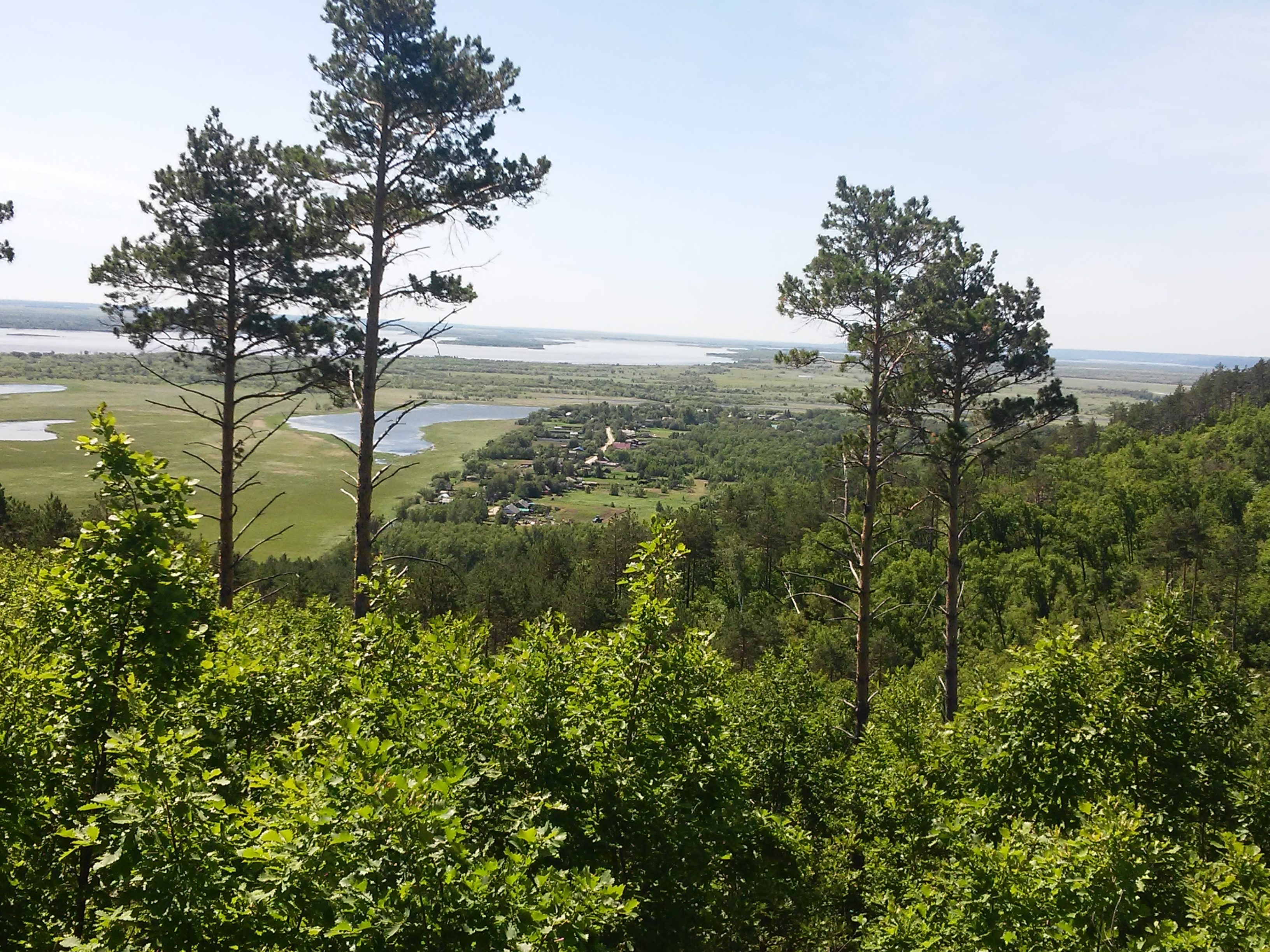
Вид на деревню с сопки

Село Егорьевка расположено на узкой пойменной равнине правого берега реки Зея, на пути автомобильной дороги областного значения Благовещенск — Свободный (село находится в стороне от дороги, в нескольких сотнях метров), в 48 километрах к северу от центра Благовещенска по прямой и в 50 километрах по шоссе от кольцевой развязки. Центр сельсовета, в который входит Егорьевка, село Новопетровка, находится в 11 километрах к северу. Ближайшее село — Новинка — расположено в 5 километрах к юго-западу. От города можно добраться на рейсовом междугороднем автобусе по маршруту Благовещенск-Свободный.
Село расположилось у нескольких старичных неглубоких озёр и сопок, на расстоянии одного километра (по грунтовой колее) от реки. Во время наводнений пойма полностью затапливается, за исключением того возвышенного участка, где стоит Егорьевка. Местность вокруг села заболоченная, много болот и маленьких озёр. Насчитывается четыре крупных озёра, Кузьменкино (Егорьевское), Ключевое, Берёзовое, Среднее (Пожарское), длиной около 1 километра, все озёра используются для рыболовного отдыха. С западной стороны село окружают сопки возвышенной Амурско-Зейской равнины, относительная высота сопок достигает 150—160 метров. На вершине самой высокой в окрестностях Егорьевки сопки (300 м) установлен геодезический пункт. Высота над уровнем моря центра села — 139 метров.
Флора в окрестностях Егорьевки характерна для пойменных заболоченных земель: осоково-злаково-вейниковые луга и ивняки; встречаются также берёзовые, дубовые, сосновые рощи, кустарниковые заросли. Часть земель отдана под пашни и пастбища. Наиболее характерные представители местной флоры: касатик мечевидный и касатик гладкий, лилия даурская, лилия Буша, прострел, пион обратнояйцевидный, шиповник даурский, осока.

## История
Егорьевка основана в 1860 году переселенцами из Енисейской губернии и Забайкалья. Предположительно названо по имени первого жителя — Егора. В 1870 году деревня состояла из 6 дворов и 36 жителей, а 1 января 1891 года в ней числилось 14 дворов, 58 жителей, 39 лошадей, 74 голов крупного рогатого скота, 2676 гектаров надела земли. Главными занятиями первых жителей было земледелие в незначительных размерах, лесной промысел, приготовление угля и гонка смолы и дегтя из сосны и берёзы.
В 1919 году образован сельский Совет, который возглавил К. Г. Неродный. В 1929 году организован колхоз «12-й Октябрь». В 1959 году Егорьевский и Новопетровский колхозы были объединены в колхоз «Рассвет», который в 1969 году преобразован в совхоз «Егорьевский». В настоящее время село относится к Новопетровскому сельсовету.
В 2016 году в окрестностях села открыт Святогорский Крестовоздвиженский женский монастырь, перенесённый из города Тында.

## Экологическая ситуация
На территории бывшего песчаного карьера в сопках к западу от села находится стихийная свалка, с каждым годом увеличивающаяся в размерах. На берегах озёр и Зеи увеличиваются объёмы бытового мусора, оставляемых после посещения туристами.

## Галерея

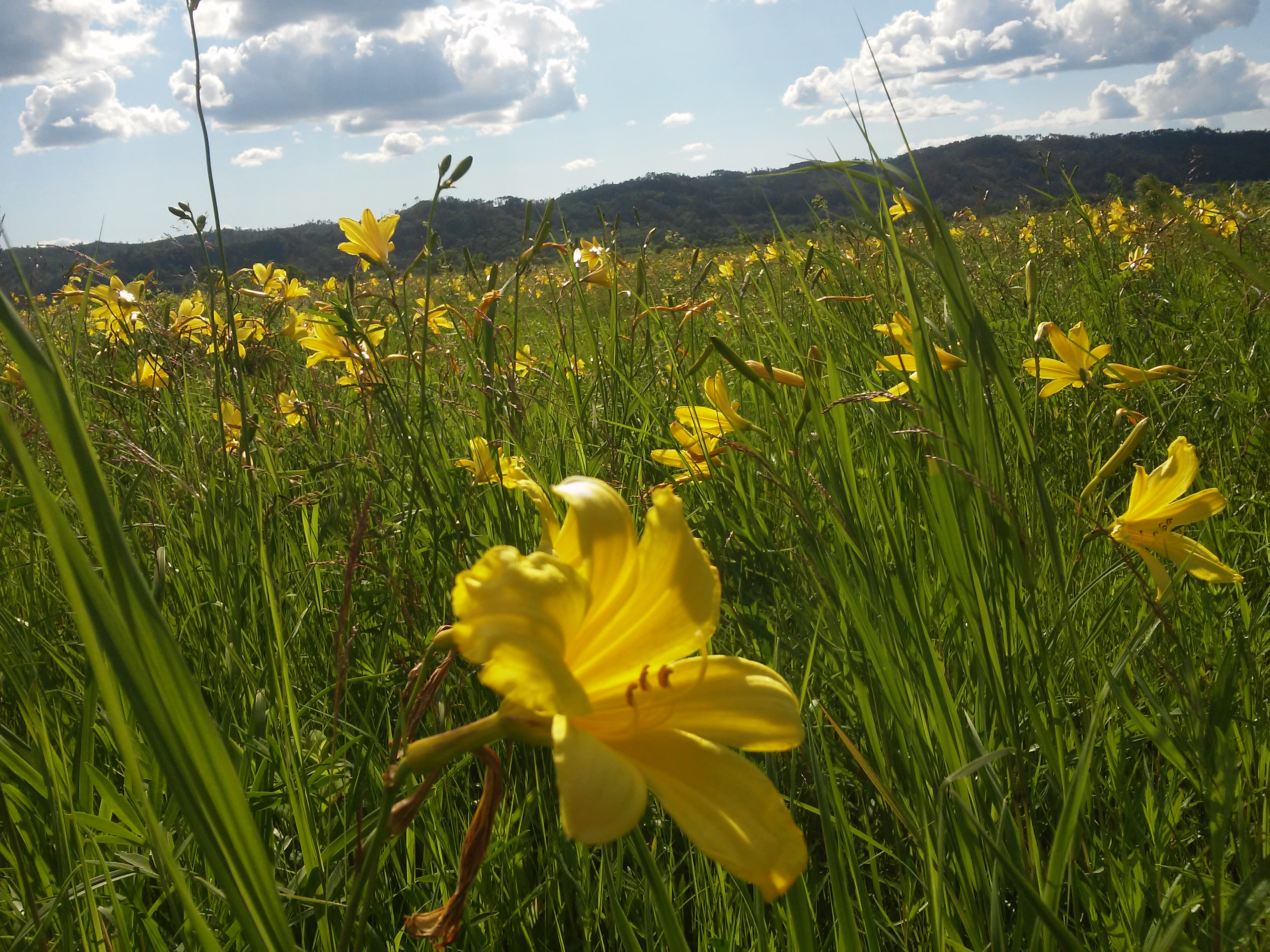
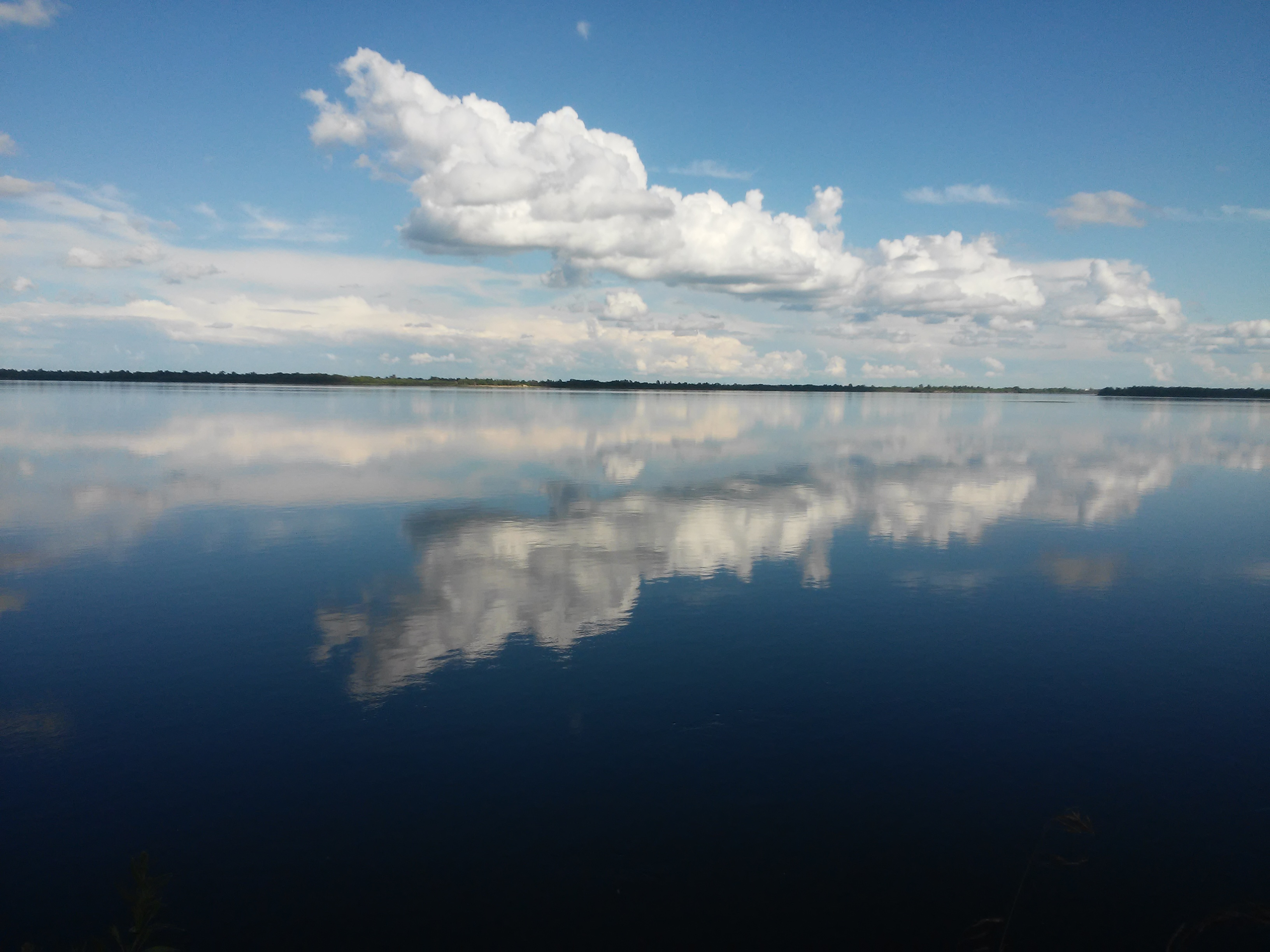
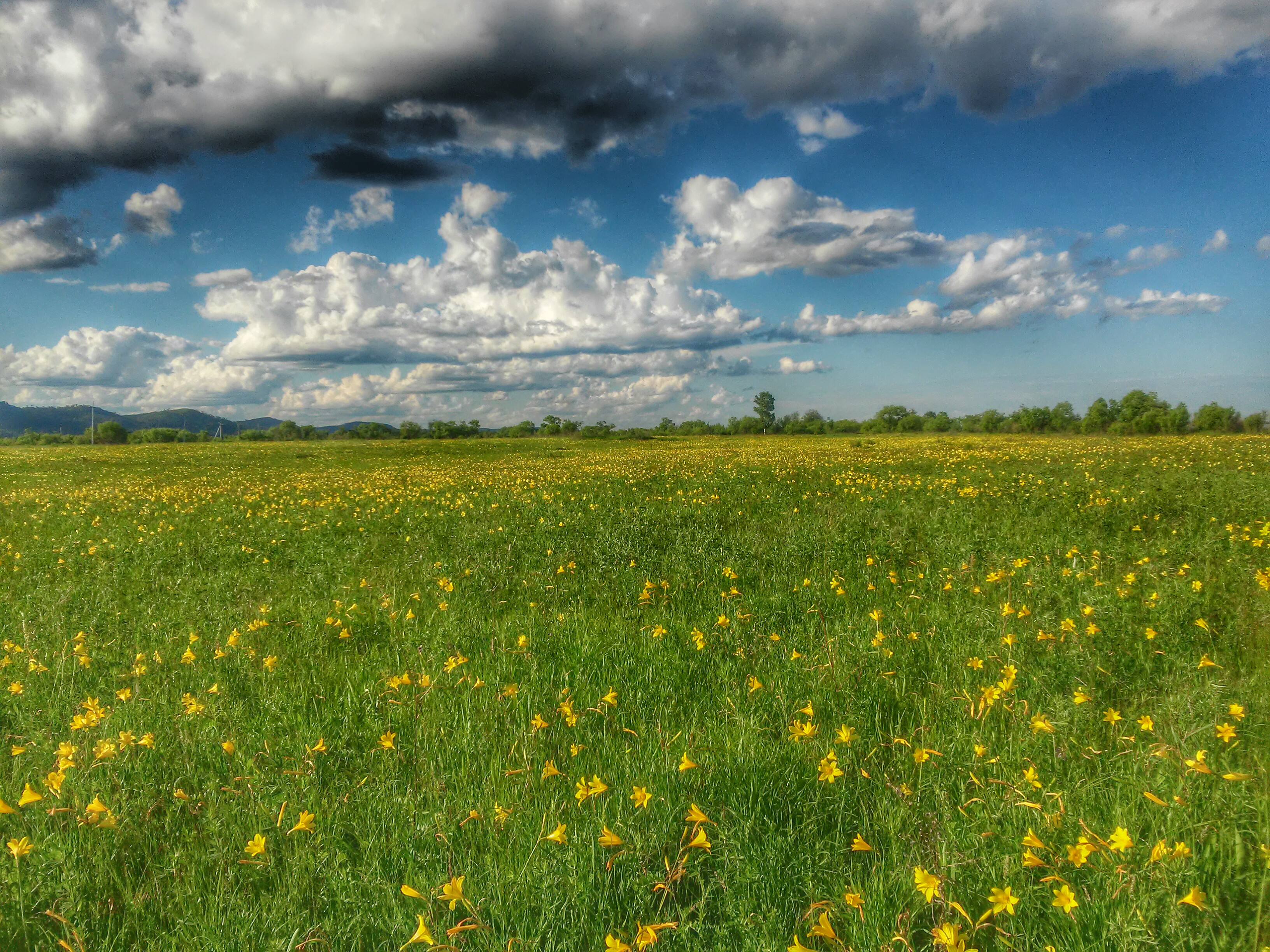
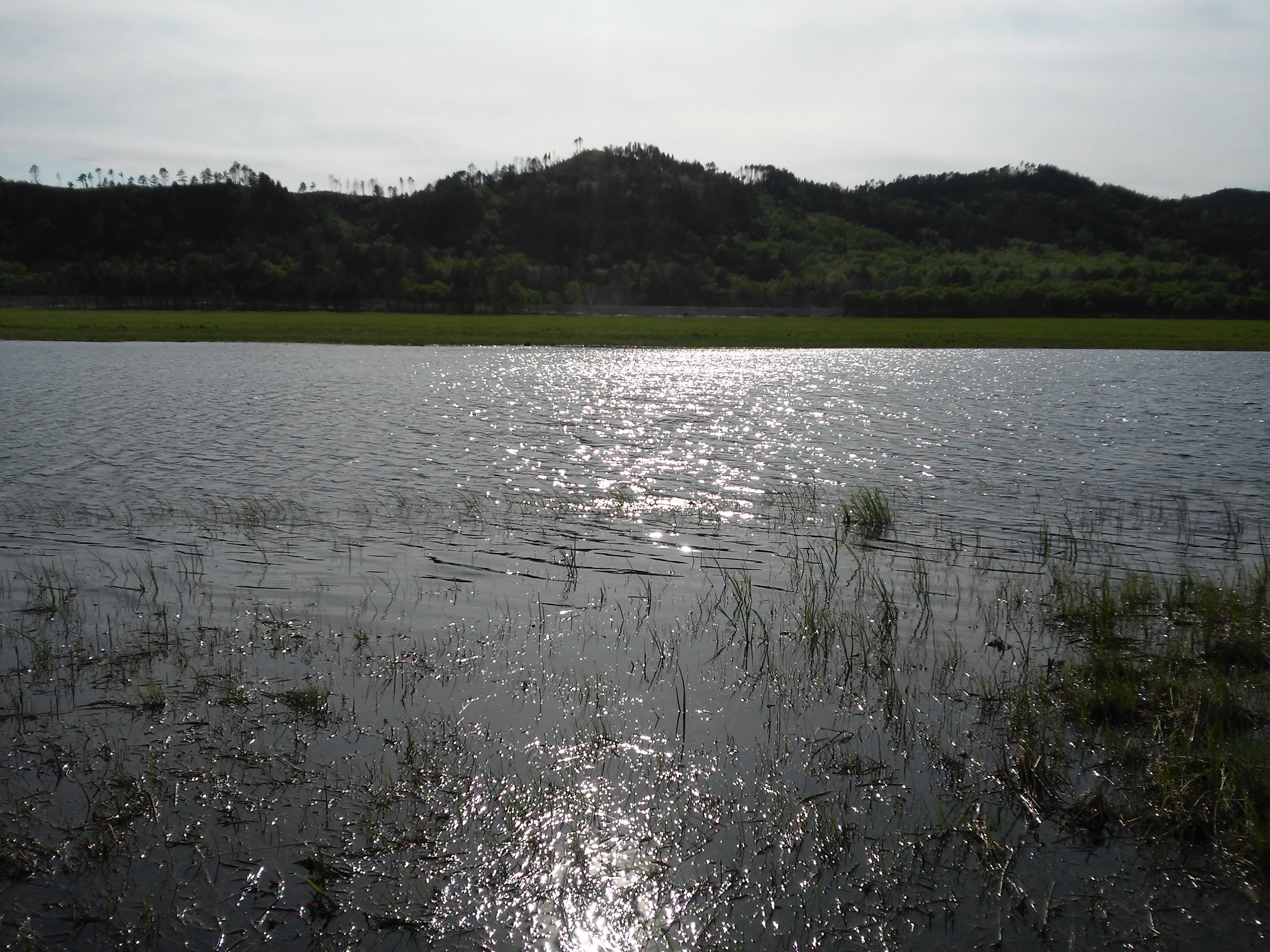
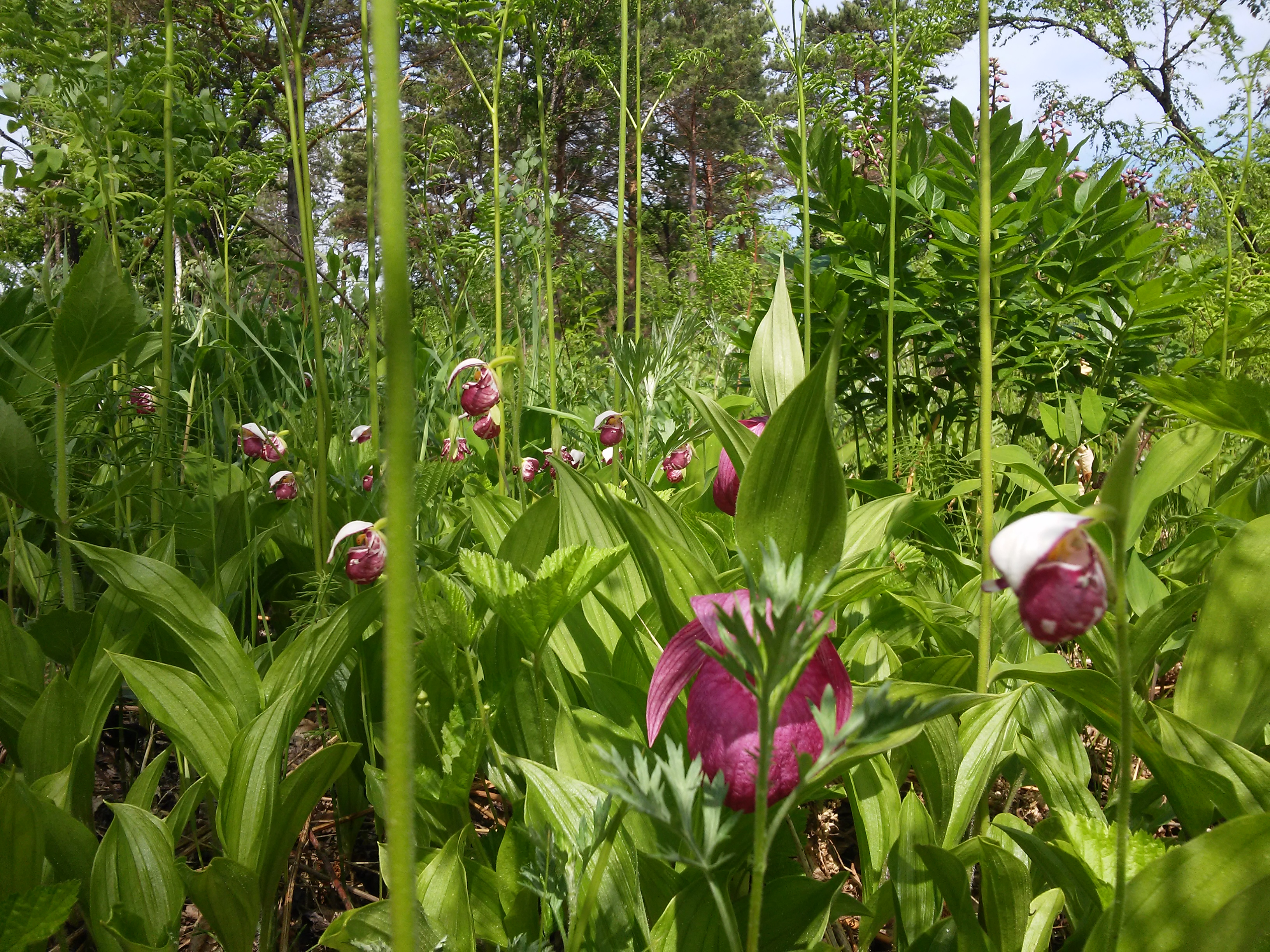
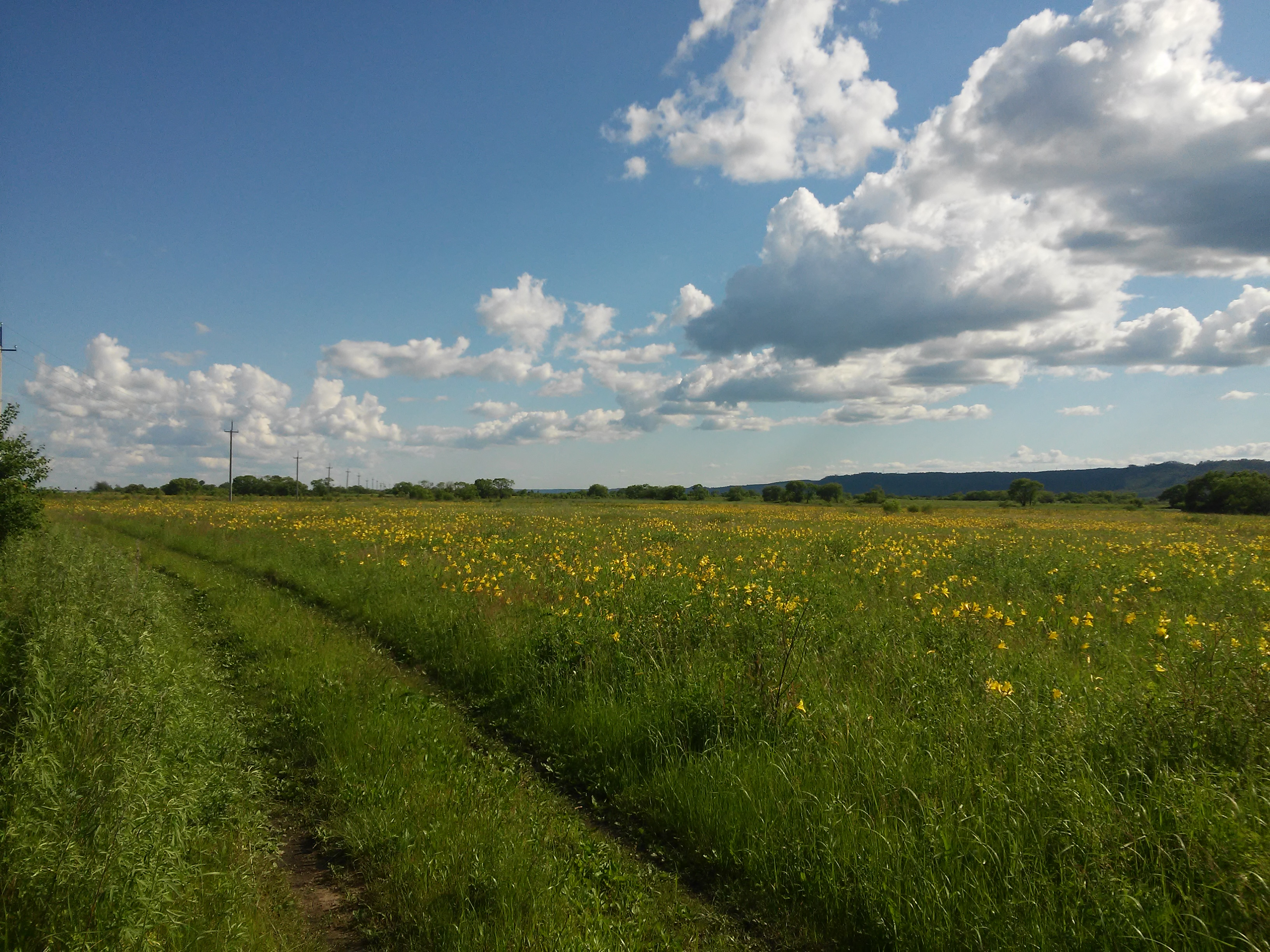

## Население
| 2002 | 2010 | 2012 | 2013 | 2014 | 2015 | 2016 |
| ---- | ---- | ---- | ---- | ---- | ---- | ---- |
| 155  | ↗197 | ↘193 | ↗194 | ↘189 | ↘182 | ↘177 |
| 2017 | 2018 |      |      |      |      |      |
| ↗180 | ↗183 |      |      |      |      |      |